# Euophrys sedula
Euophrys sedula es una especie de araña saltarina del género Euophrys, familia Salticidae. Fue descrita científicamente por Simon en 1875.
Habita en Francia.